# 原田亮
原田 亮（はらだ りょう、1986年〈昭和61年〉8月23日 - ）は、日本の政治家。大阪府箕面市長（1期）。
箕面市議会議員（1期）、大阪府議会議員（2期）を務めた。

## 経歴
大阪府堺市出身。智辯学園高等学校、大阪大学法学部法学科政治専攻を卒業。大阪大学在学中の2011年に東日本大震災が起きると、『被災者支援団体ACTION』を結成し、その代表者として阪大生とともに被災者支援の活動に取り組んだ。
木挽司衆議院議員事務所勤務を経て、2012年、全国最年少の25歳で箕面市議会議員に当選。1期目途中の2015年、大阪府議会議員選挙に立候補し、全国都道府県議会議員最年少の28歳で当選を果たした。2019年の府議選で再選。
2020年7月には自由民主党の府議団幹事長に就任。原田は就任記者会見で、大阪維新の会が推し進める大阪都構想について、「今後は賛成に大きくかじを切った団運営を行う」と表明した。しかし、翌8月には自民府連が反対の方針を決定し、同月28日の府議会の採決で自民は反対11人、賛成は原田を含む5人と足並みは乱れた。11月1日に大阪都構想の二度目の住民投票が反対多数で否決されると、原田は幹事長職の辞任を表明した。2021年には箕面青年会議所理事長を務めた。2022年4月の府議団人事で幹事長に復帰。2023年の大阪府議選では維新の新人候補に113票差で敗れ落選。
2024年7月、自民党を離党し、次期箕面市長選挙に無所属で立候補することを表明。同年8月25日の投開票の結果、大阪維新の会所属で現職の上島一彦と日本共産党推薦の新人候補を破り初当選。維新としては結党以来初めて、公認した現職首長が敗れる事態となり、上島の議会における2025年大阪・関西万博を巡る失言や万博会場の建設費の上振れ、維新が推薦した斎藤元彦兵庫県知事の内部告発文書問題などが影響したと報じられた。
※当日有権者数：110,678人 最終投票率：49.98%（前回比：0.64pts）
| 候補者名 | 年齢 | 所属党派     | 新旧別 | 得票数   | 得票率 | 推薦・支持         |
| -------- | ---- | ------------ | ------ | -------- | ------ | ------------------ |
| 原田亮   | 38   | 無所属       | 新     | 32,448票 | 59.51% |                    |
| 上島一彦 | 66   | 大阪維新の会 | 現     | 18,309票 | 33.58% |                    |
| 小林友子 | 76   | 無所属       | 新     | 3,768票  | 6.91%  | （推薦）日本共産党 |